# Christian Gantner

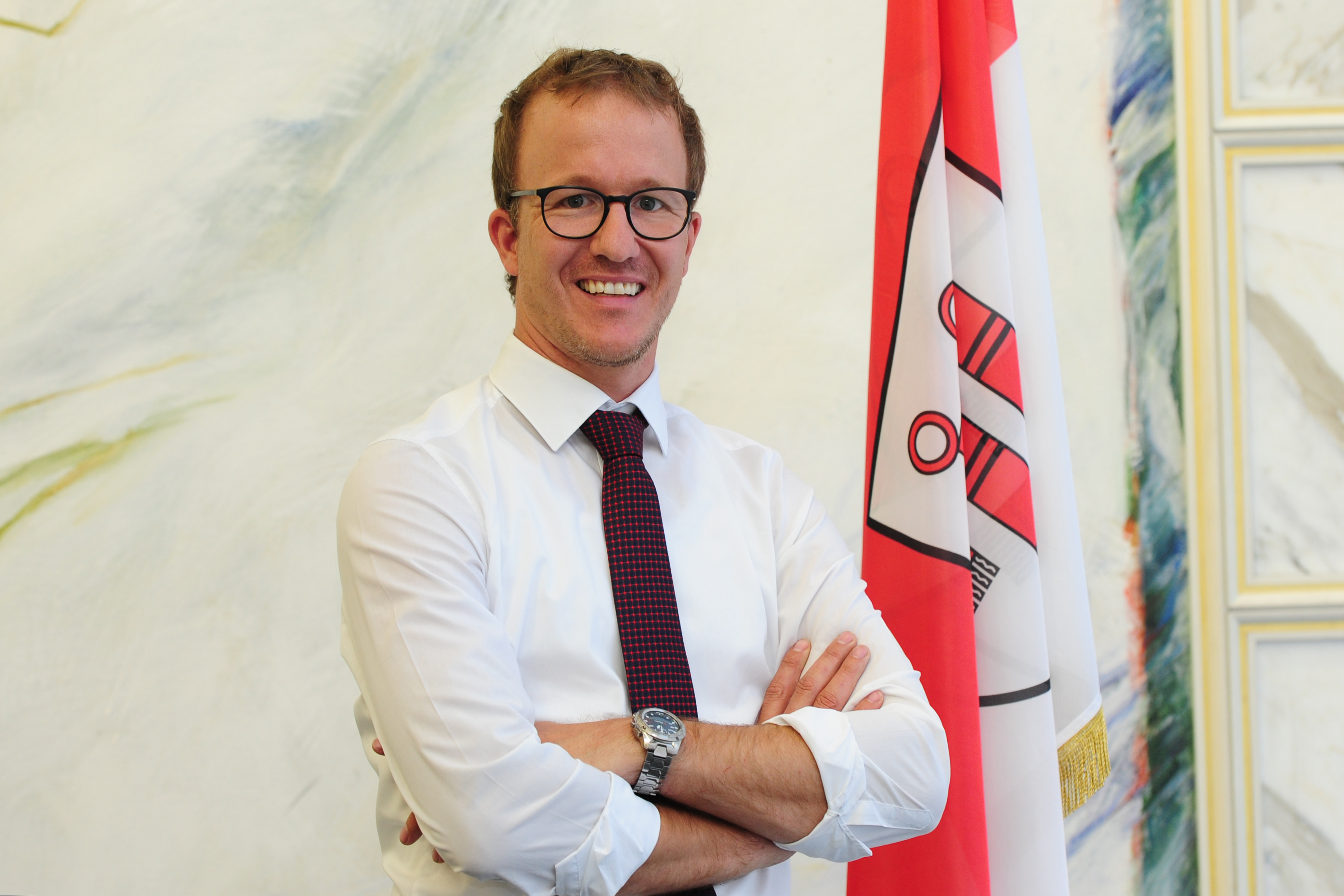
Christian Gantner (2017)

Christian Gantner (* 18. September 1980 in Bludenz) ist ein österreichischer Politiker (ÖVP). Gantner ist seit 2018 als Landesrat Mitglied der Vorarlberger Landesregierung. Zuvor war er von 2014 bis 2018 Abgeordneter zum Vorarlberger Landtag und von 2005 bis 2018 Bürgermeister seiner Heimatgemeinde Dalaas gewesen.

## Ausbildung und Beruf
Christian Gantner wurde am 18. September 1980 als Sohn von Johann und Berta Gantner in der Bezirkshauptstadt Bludenz geboren und wuchs in Wald am Arlberg, einem Ortsteil der Gemeinde Dalaas im Klostertal auf. Dort besuchte er von 1987 bis 1991 die Volksschule und anschließend von 1991 bis 1995 die Hauptschule in der Nachbargemeinde Innerbraz. Ab 1995 ging Gantner in die Landwirtschaftsschule Hohenems, die er im Jahr 1998 als Landwirtschaftlicher Facharbeiter abschloss. Daran anschließend begann er eine Lehre als Tischler bei der Tischlerei Leu in Wald am Arlberg. Diese schloss Gantner im Jahr 2000 mit der Facharbeiterprüfung ab.
Nach Lehrabschluss rückte Christian Gantner im Jahr 2000 zum Präsenzdienst beim österreichischen Bundesheer in der Walgau-Kaserne in Bludesch ein und arbeitete nach dessen Beendigung ab dem Jahr 2001 als Tischlergeselle bei seinem Ausbildungsbetrieb in Wald am Arlberg. Im Jahr 2005 wechselte er beruflich kurzfristig nach Wien, um als parlamentarischer Mitarbeiter zu arbeiten. Nach der Wahl zum Bürgermeister von Dalaas im Jahr 2005 übte Gantner dieses Amt hauptberuflich aus. Neben seiner Tätigkeit als Bürgermeister war Christian Gantner darüber hinaus vom 1. Jänner 2013 bis zum Eintritt in den Landtag im Oktober 2014 beruflich als Geschäftsführer der Klostertaler Bergbahnen tätig.

## Politisches Wirken
In politischer Hinsicht war Christian Gantner zunächst von April bis Dezember 2005 als parlamentarischer Mitarbeiter des Vorarlberger Nationalratsabgeordneten Norbert Sieber tätig. Bereits im März 2005 wurde er zudem bei der Gemeindevertretungswahl in die Gemeindevertretung von Dalaas gewählt. Am 4. Dezember 2005 übernahm Gantner dann nach einer vorgezogenen Bürgermeisterneuwahl aufgrund des Rücktritts von Bürgermeister Oswald Wachter dessen Amt als Bürgermeister der Gemeinde Dalaas. Er war zum Zeitpunkt seines Amtsantritts mit 25 Jahren der jüngste Bürgermeister Österreichs.
Nach der Landtagswahl 2009 fungierte Christian Gantner darüber hinaus als Ersatzmitglied des österreichischen Bundesrats. Bei der Landtagswahl 2014 gelang es Gantner schließlich durch einen intensiven Vorzugsstimmenwahlkampf im Wahlbezirk Bludenz ein Grundmandat zu erreichen, wodurch er mit der Angelobung des 30. Vorarlberger Landtags am 15. Oktober 2014 erstmals Landtagsabgeordneter für die Vorarlberger Volkspartei wurde. Er war in der Folge Obmann des Landwirtschaftlichen Ausschusses im Landtag sowie Bereichssprecher des ÖVP-Landtagsklubs für Energie, Wasserwirtschaft und Gemeindepolitik. 
Nachdem Anfang April 2018 der bisherige Landwirtschafts- und Sicherheits-Landesrat Erich Schwärzler seinen Rücktritt aus dem Regierungs-Amt angekündigt hatte, wurde Christian Gantner als dessen designierter Nachfolger präsentiert. In der Landtagssitzung am 11. April 2018 wählte der Vorarlberger Landtag Christian Gantner zum neuen Regierungsmitglied in der Vorarlberger Landesregierung. 28 von 36 Abgeordneten stimmten für ihn. Seine Aufgabenbereiche als Landesrat in der Landesregierung Wallner II umfassten Land- und Forstwirtschaft, Inneres, Sicherheit und Integration, Gewässerschutz und Wasserwirtschaft, Energieautonomie und energierelevante Fragen des Klimaschutzes, Veterinärangelegenheiten, Tierschutz, Jagd und Fischerei, Wildbach- und Lawinenverbauung sowie den Katastrophenfonds. Gantners Landtagsmandat übernahm der bisherige Bürgermeister von Thüringen, Harald Witwer. Nach der Landtagswahl in Vorarlberg 2019 wurde Christian Gantner als Landesrat vom Vorarlberger Landtag wiedergewählt und sein bisheriges Ressort um die Tourismus-Agenden erweitert.

## Privatleben
Christian Gantner ist verheiratet und hat drei Kinder. Mit seiner Familie wohnt er im Dalaaser Ortsteil Wald am Arlberg. Der ebenfalls aus Wald stammende NEOS-Mitbegründer und -Exparteichef Matthias Strolz ist sein Cousin.